# Ajatolah
Ajatolah, (arap. آية الله, per. آیت‌الله "Božiji znak") je počasni naslov istaknutog islamskog vođe 
unutar šijatizma s religijskim i političkim značenjem. Naziv se dodjeluje najboljim poznavateljima prava.
Preduvjet da bi se dobio ovaj naslov je da budući ajatolah napiše disertaciju po izravnoj zapovjedi osobe koja je već ajatolah. Ne postoji pravilo koliko osoba istovremeno može imati ovaj naslov. Tijekom 19. i 20. stoljeća postalo je normalno tretirati jedan manji broj osoba kojima je dodijeljen ovaj naslov kao istaknute osobe. Oni su nazivani marja' at-taqlid, tj. osobe na koje se trebalo ugledati po ponašanju, izgledu i načinu života. Osobe kojima je dodijeljen naziv  marja' at-taqlid često su nosile i naziv veliki ajatolah.